# Mölschow
Mölschow ist eine Gemeinde auf dem Nordteil der Insel Usedom in Mecklenburg-Vorpommern. Sie gehört dem Landkreis Vorpommern-Greifswald an und wird vom Amt Usedom-Nord mit Sitz in der Stadt Zinnowitz verwaltet. Bis 2005 war die Gemeinde Teil des Amtes An der Peenemündung.

## Geografie und Verkehr
Mölschow liegt zwischen Zinnowitz und Wolgast zwischen Peenestrom und der Ostseeküste. Die Bundesstraße 111 durchquert die Gemeinde, die auch  über den Haltepunkt Bannemin-Mölschow an der Bahnstrecke Züssow–Wolgast–Heringsdorf–Swinemünde zu erreichen ist. Rund sechs Kilometer westlich liegt die Stadt Wolgast sowie fünf Kilometer östlich der Amtssitz Zinnowitz.
Durch Mölschow führt auch der Radweg Wolgast-Mölschow-Trassenheide mit dem Abzweig Karlshagen-Peenemünde.

## Ortsteile
- Mölschow
- Bannemin
- Zecherin

Wüstungen und Wohnplätze
- Eichberg (Wohnplatz)

Am 1. Juli 2010 wurden die Teile, die nördlich der Bundesstraße 111 liegen von der Gemeinde Krummin an die Gemeinde Mölschow übergeben. Davon waren 23 Einwohner auf ca. 19,6 ha betroffen.

## Geschichte

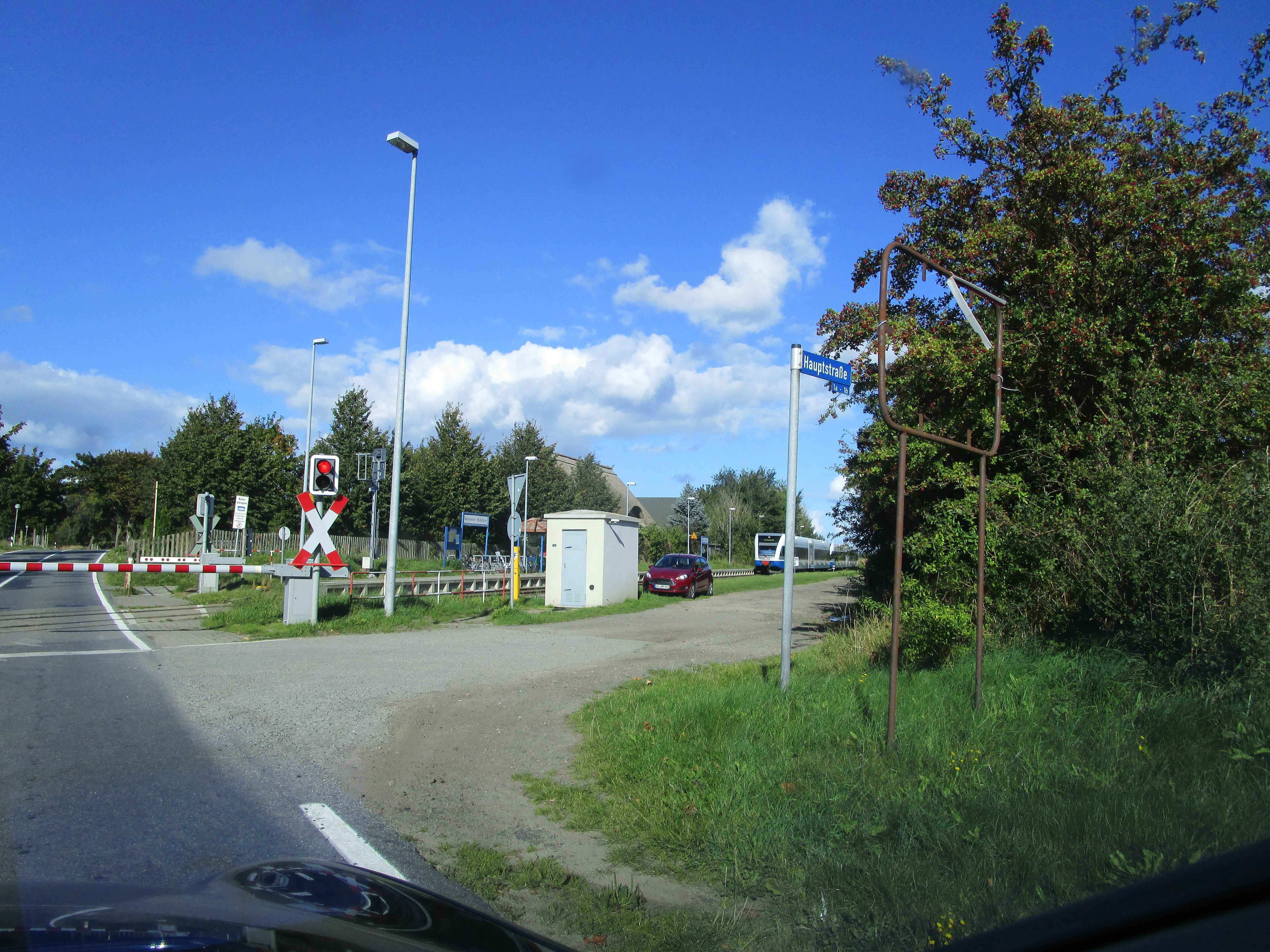
Haltepunkt der UBB in Mölschow-Bannemin

### Bannemin
Bannemin wurde erstmals 1219 urkundlich als „Bandemin“ genannt. Erst 1798 folgte der aktuelle Name. Der slawische Name ist nicht gedeutet.
Es liegt an der heutigen B 111 mit dem Teilstück Wolgast–Zinnowitz der vorherigen Steinbahn von 1882, diese hatte an der Abzweigung nach Trassenheide ein Chausseehaus zum Kassieren des Wegezolls. Das wurde aber nach kurzer Zeit eingestellt, die Häuser wurden zu Wohnhäusern der Straßenwärter, der so genannten Wegemeister, bzw. der Straßenarbeiter. Mit diesem Teilstück der heutigen B 111 wurde die Lücke der Straßenverbindung Gützkow–Wolgast–Swinemünde geschlossen.
Bannemin hat gemeinsam mit Mölschow seit 1911 einen Bahnhof (heute Haltepunkt) an der Strecke Wolgast-Fähre – Zinnowitz.
Bannemin ist von der Form her ein Straßendorf und von der Funktion ein Bauerndorf. Es hatte darüber hinaus mehrere Einzelsiedlungsgehöfte in der Feldmark, davon waren alleine vier Bockwindmühlen mit Mühlengehöften von vor 1880, von denen aber nur zwei noch nach 1920 bestanden.
Am 1. Juli 1950 wurde Bannemin eingemeindet.

### Mölschow
Urkundlich erstmals erwähnt wurde Mölschow 1182 als „Malcekowe“. Der slawische Name wird als schweigen gedeutet. Der Ortsname stammt aber möglicherweise vom naheliegenden See „Molechowe“. Im Jahr 1278 belehnte der pommersche Herzog Barnim I. den deutschen Ritter Voß mit den Gütern Krummin, Zinnowitz und Mölschow. 1282 erhielt die Stadt Wolgast das Land südlich des Großen Sees, der früher „Molcekowe“ hieß. Im Jahre 1302 übernahm das Nonnenkloster Wollin Mölschow, danach ging es 1305 an das Nonnenkloster Krummin. Im Jahr 1534 nach der Reformation wurde das Kloster zum landesfürstlichen Kammergut (Dominal).
Unter dem Dreißigjährigen Krieg hatte die Region sehr zu leiden. Nach dem Westfälischen Frieden im Jahr 1648 wurde Mölschow wie ganz Vorpommern schwedisch, nach 1720 preußisch. Im Jahr 1911 erhielt Mölschow einen Bahnanschluss.
Am 13. Mai 1925 vernichtete ein verheerendes Großfeuer Mölschow. Sieben Jahre später wurden in Mölschow neben der Domäne noch sechs Bauern, eine kleine Scheune und 20 Wohnhäuser mit 148 Einwohnern erwähnt.
Mölschow war trotz des dominierenden Gutes ein Straßendorf mit mehreren Verzweigungen.
Das Gut ist fast vollständig erhalten; nach langjähriger Nutzung als museales Objekt und Bauerngarten wurde es 2018 verkauft.

### Zecherin

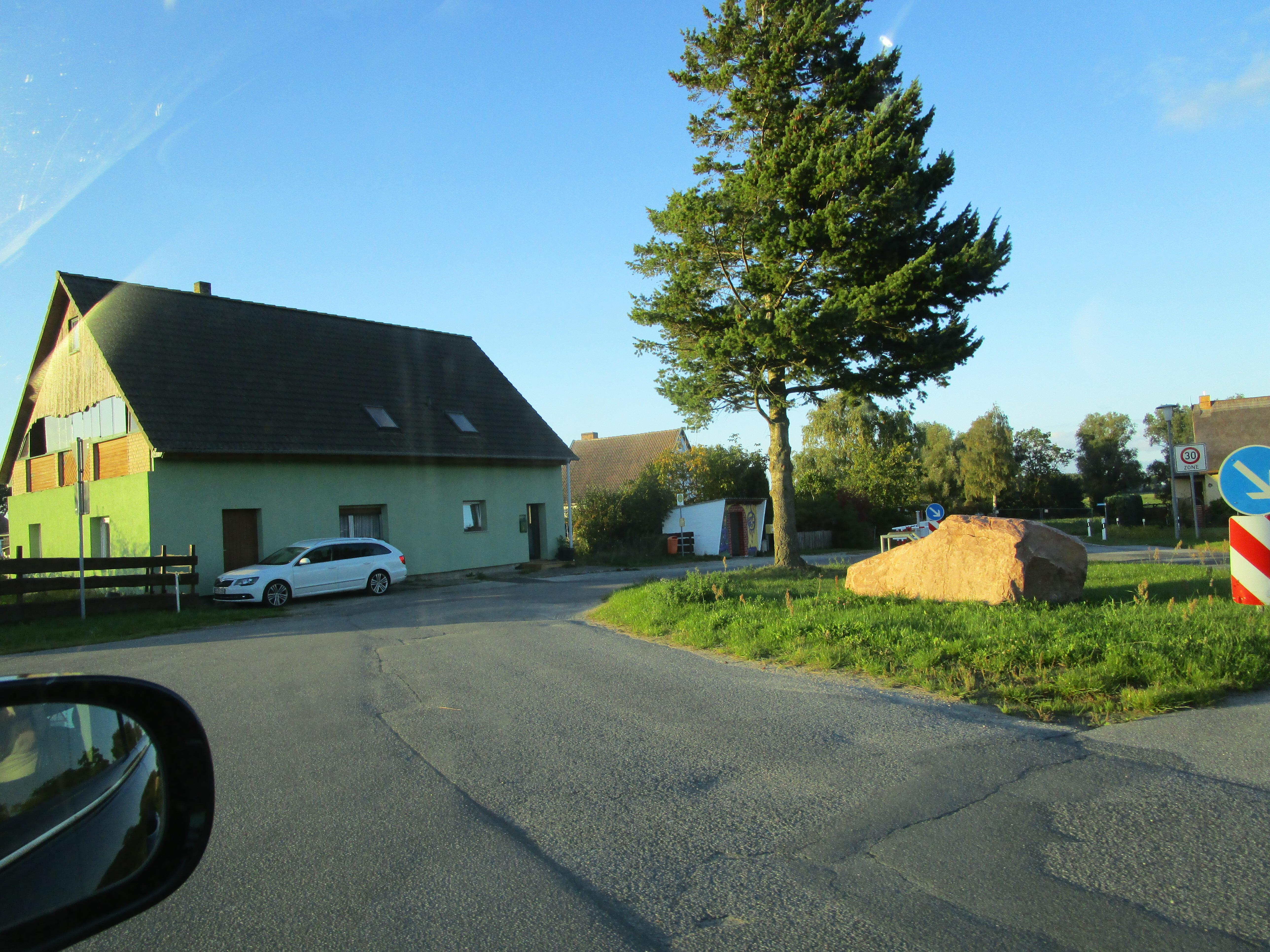
Dorfzentrum von Zecherin

Zecherin soll erstmals 1267 als „Zecheryn“ erwähnt worden sein. Wie viele Urkunden, die Zuwendungen für das Kloster Grobe/Pudagla betreffen, ist auch diese unecht. Die nächste echte Erwähnung ist erst aus der Lubinschen Karte von 1618. Dazwischen liegt noch eine Erwähnung, die aus der Sekundärliteratur von Burkhardt und seiner Chronik von Usedom von 1910 stammt, darin nennt er 1396 „Secheryn“.
Zecherin ist ein Straßendorf am Peenestrom, das in seiner Funktion als Bauern- und Fischerdorf gekennzeichnet ist. Form und Struktur bleiben nach den Karten bis nach 1920 erhalten, erst zu DDR-Zeiten wurde entlang des Peenestroms eine Bungalowsiedlung errichtet.
Am 1. Juli 1950 wurde Zecherin eingemeindet.

### Eichberg (Wohnplatz)
Eichberg wurde erstmals 1906 im Ortsverzeichnis genannt. Es ist der zu Mölschow gehörende Wohnplatz am 1906 errichteten Bahnhof Bannemin-Mölschow südlich der Ortslage von Mölschow.

## Politik

### Gemeindevertretung
Die Kommunalwahlen in Mecklenburg-Vorpommern 2019 am 26. Mai 2019 führte bei einer Wahlbeteiligung von 66,5 % zu folgendem Ergebnis:
| Partei / Liste                                   | Stimmenanteil | Sitze |
| Unabhängige Wählergemeinschaft Gemeinde Mölschow | 38,98 %       | 3     |
| CDU                                              | 30,51 %       | 3     |
| Bürger für Mölschow, Bannemin, Zecherin          | 30,51 %       | 3     |

### Wappen
| Wappen von Mölschow | Blasonierung: „Gespalten; vorn in Blau ein silberner Anker, überhöht von drei rot besamten goldenen Rapsblüten balkenweise; hinten in Silber ein halbes achtspeichiges blaues Rad am Spalt.“ |
| Wappen von Mölschow | Wappenbegründung: Das Wappen symbolisiert mit seinen Figuren die Erwerbsquellen der Einwohner. So sollen die Rapsblüten auf die Landwirtschaft in Mölschow, der Anker auf den Fischfang in Zecherin und das Rad auf das einheimische Handwerk in Bannemin hindeuten. Von der Anzahl her stehen die Rapsblüten zudem für die drei Ortsteile. Die Schildfarben dokumentieren die Zugehörigkeit der Gemeinde zum Landesteil Vorpommern. Das Wappen wurde von dem Wismarer Roland Bornschein gestaltet. Es wurde am 26. Januar 1998 durch das Ministerium des Innern genehmigt und unter der Nr. 149 der Wappenrolle des Landes Mecklenburg-Vorpommern registriert. |

### Flagge
Die Gemeinde verfügt über keine amtlich genehmigte Flagge.

### Dienstsiegel
Das Dienstsiegel zeigt das Gemeindewappen mit der Umschrift „GEMEINDE MÖLSCHOW“.

## Sehenswürdigkeiten
→ Siehe: Liste der Baudenkmale in Mölschow
- Galerie Holz & Keramik Bannemin (im Ortsteil Bannemin)